# Neptunes Water Polo Sports Club
Il Neptunes Water Polo Sports Club è una società  di pallanuoto maltese con sede a St. Julian's. Milita nella massima serie del campionato maltese maschile di pallanuoto ed è la seconda squadra più titolata a livello nazionale, con 26 campionati estivi (Championships).

## Palmarès
- Campionato maltese: 27

1933, 1934, 1937, 1938, 1945, 1949, 1964, 1969, 1972, 1977, 1984, 1986, 1987, 1988, 1989, 1993, 2006, 2007, 2010, 2011, 2012, 2013, 2014, 2016, 2018, 2019, 2021